# Andrea Capella
Andrea Capella (* 27. Oktober 1978 in La Spezia) ist ein ehemaliger italienischer Squashspieler.

## Karriere
Andrea Capella spielte von 1999 bis 2009 auf der PSA World Tour. Seine höchste Platzierung in der Weltrangliste erreichte er mit Rang 136 im März 2003. Mit der italienischen Nationalmannschaft nahm er 2003 an der Weltmeisterschaft teil. Zudem gehörte er zwischen 2001 und 2009 siebenmal zum italienischen Kader bei Europameisterschaften. Im Einzel erreichte er bei der Europameisterschaft 2008 das Achtelfinale. 2002 und 2003 wurde Capella italienischer Meister.

## Erfolge
- Italienischer Meister: 2002, 2003